# Isoperla potanini
Isoperla potanini är en bäcksländeart som först beskrevs av František Klapálek 1921.  Isoperla potanini ingår i släktet Isoperla och familjen rovbäcksländor. Inga underarter finns listade i Catalogue of Life.